# Muretinci
Muretinci is een plaats in Slovenië en maakt deel uit van de gemeente Gorišnica in de NUTS-3-regio Podravska. De plaats telde 443 inwoners op 1 januari 2020.